# عبد الله بن خالد بن سلطان آل سعود
عبد الله بن خالد بن سلطان آل سعود (13 فبراير 1988 -) سفير خادم الحرمين الشريفين لدى النمسا، ومحافظ المملكة العربية السعودية لدى الوكالة الدولية للطاقة الذرية والمنظمات الدولية في فيينا.

## تعليمه
حصل على البكالوريوس في الاقتصاد من جامعة كولومبيا في نيويورك عام 2010، ثم نال الماجستير في إدارة الأعمال في عام 2015 من كلية MIT سلون للإدارة في ماساتشوستس.
تدرب في UBS بالمملكة المتحدة في العامين 2010 و2011 وعمل باحثا في البورصة خلال المدة نفسها.

## مناصبه
عين مستشارا في الديوان الملكي السعودي بالمرتبة الممتازة في 21 يونيو 2017، وهو عضو مجلس إدارة الهيئة العليا للفروسية منذ 19 يوليو 2020، ومجلس إدارة نادي سباقات الخيل منذ 26 فبراير 2018، وعضو شرف نادي الشباب، وعضو لجنة تنفيذية في الشركة الوطنية للخدمات الجوية «ناس القابضة».

## حياته الشخصية
متزوج من الأميرة نورة بنت خالد بن سعود بن خالد بن محمد بن عبد الرحمن آل سعود، وله من البنات الأميرة عبير، والأميرة لنا.